# Eta Centauri
Eta Centauri (η Cen / η Centauri) è una stella di colore azzurro della costellazione del Centauro. La sua magnitudine apparente è 2,32 e la sua distanza dalla Terra è circa 310 anni luce. Avendo declinazione 47°S, le possibilità di osservarla in Italia sono molto limitate. Esse migliorano se ci si trova nel Sud Italia, specie in Calabria, Sicilia e Sardegna meridionale, dove comunque apparirà molto bassa all'orizzonte.
Eta Centuari fa parte dell'associazione OB Scorpius-Centaurus. Si tratta della associazione OB più vicina alla Terra: essa è composta 1.000 - 1.200 stelle di stelle calde e massicce divise in tre sottogruppi. Eta Centauri fa parte del sottogruppo Centauro superiore-Lupo.

## Caratteristiche fisiche
Eta Centauri è una stella di classe spettrale B 1,5. Essa appartiene alla sequenza principale e di conseguenza le è assegnata la classe MMK V. La temperatura superficiale di questa stella non è stata ancora stabilita con certezza: essa è compresa fra i 20.000 e i 24.000 K. La difettosa conoscenza della temperatura comporta che anche le altre caratteristiche fisiche di Eta Centauri siano conosciute solo con approssimazione: in particolare la sua luminosità è compresa fra le 5.900 e le 8.200 volte quella solare, il suo raggio è cinque o sei volte quello del Sole e la sua massa è compresa fra le 8,5 M⊙ e le 10,5 M⊙. L'età di Eta Centauri è ricavabile dal fatto che le stelle dell'associazione Scorpius-Centaurus sono nate dalla stessa grande nube di gas più o meno nella stessa epoca. Ciò è avvenuto meno di 20 milioni di anni fa. Inoltre, poiché più una stella è massiccia più velocemente brucia il suo combustibile nucleare, l'esistenza di Eta Centuari sarà inevitabilmente breve su scala astronomica. Essa è destinata a terminarla o in una supernova o in una massiccia nana bianca: l'incertezza è dovuta al fatto che la massa di questa stella la pone proprio al confine fra quelle che terminano la loro esistenza esplodendo in una supernova e quelle che, più quietamente, diventano nane bianche. Tale confine è infatti stimato essere intorno alle 8-10 masse solari.

## Una stella Be
Eta Centauri è una stella di tipo Be, caratterizzata da un'alta velocità di rotazione (310 Km/s all'equatore) e dalla collegata formazione di un disco circumstellare, costituito da materia gassosa espulsa dalla stella, principalmente idrogeno. Sebbene l'alta velocità di rotazione sia sicuramente una delle concause della formazione del disco, altri fattori, non ancora del tutto noti, devono giocare un ruolo in quanto non tutte le stelle ad alta velocità di rotazione sono Be e, d'altra parte, lo stadio Be è transitorio.

## Variabilità
Come molte stelle Be, Eta Centauri è una variabile del tipo Gamma Cassiopeiae. Tuttavia c'è molta incertezza riguardo al suo periodo di variazione. Alcune misurazioni hanno individuato più periodi della durata di alcune ore. Tuttavia altre misurazioni fanno pensare a un unico periodo della durata di 15 ore circa su una scala che varia da 0,05 a 0,10 magnitudini. Poiché tale periodo coincide con quello di rotazione di Eta Centuari, l'ipotesi è che le variazioni siano generate dal disco circumstellare, che ruota assieme alla stella stessa. Probabilmente nella stella si verificano di quando in quando delle eruzioni che proiettano gas ionizzati. Il campo magnetico della stella cattura intorno al suo equatore tali gas, che cominciano a ruotare in sincronia con la stella stessa, causando variazioni di luminosità con un periodo indistinguibile da quello di rotazione.